# راهي معصوم رضا
راهي معصوم رضا (1927 - 1992)، هو مؤلف، وشاعر، وكاتب سيناريو وروائي أردي. ولد في ولاية اوتار براديش، الهند وكان يعمل قبل تفرغه للكتابة والتأليف أستاذا للأدب بجامعة عليكرة الإسلامية. سنة 1979 فاز بجائزة أفضل حوار لفيلم(بالإنجليزية Filmfare Award for Best Dialogue).

## وفاته
توفي يوم 15 مارس 1992 في بومباي الهندية عن عمر يناهز 64 عامًا.

## وصلات خارجية
- راهي معصوم رضا على موقع IMDb (الإنجليزية)
- راهي معصوم رضا على موقع قاعدة بيانات الفيلم (الإنجليزية)